# Humor żydowski
Humor żydowski – pojęcie odnoszące się do humoru w kulturze żydowskiej lub do humoru, w którym Żydzi występują jako główni bohaterowie dowcipów, anegdot lub skeczy kabaretowych.
Według J. Telushkina, dowcip żydowski "musi się odnosić do Żydów, ale, co ważniejsze, musi wyrażać żydowską wrażliwość", czyli tematy i wartości, "które u Żydów cieszą się przesadnie wielkim zainteresowaniem". 
Popularne tematy humoru żydowskiego to m.in. asymilacja, sukces zawodowy, spryt i chciwość, judaizm i rabini oraz antysemityzm.
Jednym z elementów charakterystycznych jest miasto Chełm, którego żydowscy mieszkańcy z nieznanych przyczyn byli uważani przez innych Żydów za głupców.
Popularna seria humoru żydowskiego w Polsce nosi nazwę Przy szabasowych świecach.